# Stenolpium robustum
Stenolpium robustum är en spindeldjursart som beskrevs av Beier 1959. Stenolpium robustum ingår i släktet Stenolpium och familjen Olpiidae. Inga underarter finns listade i Catalogue of Life.